# Провинциальный парк озера Литл-Лаймстон
Провинциальный парк озера Литл-Лаймстон (англ. Little Limestone Lake Provincial Park, фр. Parc provincial du Lac-Little-Limestone) — провинциальный парк в канадской провинции Манитоба, расположенный приблизительно в 450 километрах к северу от Виннипега и примерно в 65 км к северу от общины Гранд-Рапидс.
Парк занимает территорию площадью 4810 гектаров, включает в себя озеро Литл-Лаймстон, островки на нём, а также окрестные водоёмы.
Основан 7 июня 2011 года. Имеет III категорию МСОП.

## Флора и фауна
На территории парка произрастают смешанные леса из сосен, осин, чёрных елей, американских лиственниц и болотных берёз. В подлеске можно увидеть ольху, ивы, а также различные травы и мхи. Среди обитателей парка можно назвать лося, волка, канадскую рысь, канадского бобра, ондатру, а также многочисленных околоводных и певчих птиц.
В водах провинциального парка водится много различных популяций рыб, в частности, судак, сиг, окунь и щука. При этом два раза в год в парке может проводиться ловля судака и сига в коммерческих целях.

## Охрана
Провинциальный парк озера Литл-Лаймстон управляется службой Manitoba Conservation, которая пресекает любые намерения строительства на его территории элементов инфраструктур — дорог, трасс, вспомогательных сооружений и проч. Задача этого парка — сохранять и защищать примечательные особенности таёжной природы Манитобы, в том числе озеро Литл-Лаймстон, которое находится в карстовых массивах, в частности, среди различных воронок, пещер и прочих специфических образований. На территории парка запрещается производить лесозаготовку, вести добычу полезных ископаемых, развивать гидроэнергетику или совершать какие-либо другие действия, которые могут причинить вред обитателям парка.